# Kurt Vile
Kurt Vile (* 3. ledna 1980) je americký zpěvák a kytarista. V letech 2005 až 2009 byl členem skupiny The War on Drugs. Své první sólové album nazvané Constant Hitmaker vydal roku 2007. Později vydal řadu dalších desek, přičemž na většině z nich jej doprovází skupina The Violators, v jejichž řadách dlouhodobě působil například Adam Granduciel ze skupiny The War on Drugs. V říjnu 2017 vydal společné album s australskou zpěvačkou Courtney Barnett nazvané Lotta Sea Lice. V listopadu 2017 vystupoval jako host při třech vystoupeních velšského hudebníka Johna Calea v New Yorku.